# 浦潮日報
浦潮日報(うらじおにっぽう、ロシア語: Владиво-Ниппо、1917年12月7日 - 1931年)とは、ウラジオストクで頒布されていた邦字・露字新聞である。発行元は和泉良之助を社長とする浦潮日報社であった。露文欄には、日本の補助が出ていた。